# Boone megye (Missouri)
Boone megye az Amerikai Egyesült Államokban, azon belül Missouri államban található. Megyeszékhelye és legnagyobb városa Columbia. Lakosainak száma 183 610 fő (2020. április 1.). Boone megye Randolph, Cole, Moniteau, Howard, Cooper, Audrain és Callaway megyékkel határos.

## Népesség
A megye népességének változása:
| Lakosok száma | 163 165 | 165 847 | 168 530 | 170 773 | 174 974 | 183 610 |
|               | 2010    | 2011    | 2012    | 2013    | 2015    | 2020    |